# John Anderson Barstow
John Anderson Barstow, britanski general, * 1893, † 1941.